# Halparuntijas II
Halparuntijas II (w źródłach asyryjskich Qalparunda) – władca nowohetyckiego królestwa Gurgum, syn Muwatalisa II, panował w IX w. p.n.e. Współczesny był asyryjskiemu królowi Salmanasarowi III (858-824 p.n.e.), któremu złożył trybut w 853 r. p.n.e. Do naszych czasów zachowała się dolna część monumentalnego posągu z jego inskrypcją komemoratywną zapisaną w luwijskich hieroglifach.